# Sulejman Bugari
Sulejman Bugari (Orahovac, Prizren, Kosovo, 5. listopada 1966.) bosanskohercegovački imam i hafiz albanskog porijekla.
Bugari je rođen u Orahovcu kod Prizrena. Srednju školu, medresu, završio je u Sarajevu. Potom je pohađao Teološki fakultet u Sarajevu, a na trećoj godini nastavio je obrazovanje na Sveučilištu islamskih znanosti u Medini. Tu je 1998. diplomirao na odsjeku Kuran i tefsir. Iduće godine angažiran je kao imam u Baščaršijskoj džamiji u Sarajevu. Od 2003. radi i djeluje u džematu Bijele džamije na Vratniku u Sarajevu te kao koordinator svih centara za borbu protiv ovisnosti od droga ispred Rijaseta Islamske zajednice BiH.
Bugari je do sada je objavio tri knjige: zbirku više od pedeset hutbi, pod naslovom Vratimo se Gospodaru; zbirku medijskih nastupa, pod naslovom Mi smo jedan drugome najbolji poklon; te zbirku predavanja - pod naslovom Dersovi i druženja.